# Gobierno de la Ciudad de Córdoba (Argentina)
Dado el sistema Federal, la ciudad de Córdoba (Argentina) tiene, al igual que la provincia y la Nación, su poder Ejecutivo, Judicial y Legislativo propios, integrados todos al orden Nacional.

## Poder Ejecutivo
El Poder Ejecutivo en Córdoba, es ejercido por el Intendente municipal, elegido por votación popular cada cuatro años. El edificio gubernamental es conocido como Palacio 6 de Julio, ubicado en calle Marcelo T. de Alvear 120 (esquina calle Caseros), en el centro de la ciudad, frente al Palacio de Justicia I (tribunales). El actual intendente es el justicialista Daniel Passerini. El viceintendente y presidente del Concejo Deliberante de la ciudad es Javier Pretto. El ejecutivo debe tener un asesor letrado.

## Poder Judicial
En el orden municipal los tribunales con distintas competencias, son llamados por la Carta Orgánica Municipal como Órganos de Control. El primero de ellos es el Tribunal de faltas (hay varios). Tienen competencia en el juzgamiento de las faltas o contravenciones a las disposiciones municipales, provinciales y nacionales, cuya aplicación compete al Municipio, es decir, en todo aquello que no tenga jurisdicción la provincia o la nación. Los Tribunales Administrativos Municipales de Faltas son integrados por jueces de primera instancia. Puede crearse una Cámara de segunda instancia. Son nombrados por el intendente con acuerdo de dos tercios de los miembros presentes del Concejo Deliberante en la sesión e nombramiento.
Otro órgano de control es el Tribunal Administrativo Municipal Fiscal que tiene por competencia las impugnaciones contra las resoluciones de los organismos fiscales, en los casos y las formas que determinen las Ordenanzas. Está compuesto por tres miembros que son nombrados por el Intendente con acuerdo del concejo deliberante.
Finalmente el control de la prestación de los servicios públicos de competencia municipal, conforme a su marco regulatorio, está a cargo de Entes que pueden crear las Ordenanzas, denominados Entes de Control de los Servicios Públicos. Son nombrados por el Intendente con acuerdo del concejo deliberante y deben asegurar la necesaria participación de los usuarios.

## Poder Legislativo
El Poder Legislativo está a cargo del Honorable Concejo Deliberante. Funciona actualmente en Pasaje Comercio nro. 447. Su forma de expresión es la Ordenanza. Se compone de 31 concejales elegidos mediante el sistema de representación proporcional. Los ediles duran cuatro años en sus funciones y pueden ser reelectos por una vez consecutiva.
La actualidad del concejo lo encuentra en temas como la instalación de una red de subterráneos y de ferro urbano.

## Fuerzas de seguridad
La seguridad urbana está a cargo de la Policía de la provincia de Córdoba. Depende del gobierno provincial. Tiene en la ciudad 47 comisarías, 6 subcomisarías y 20 unidades judiciales.
Defensa Civil, dependiente de la municipalidad, tiene como función responder ante eventos adversos de orden público, y de ser necesario gestionar la presencia en el lugar de otros organismos como bomberos, Cruz roja o la policía. Algunos ejemplos de hechos donde Defensa civil puede estar presente son en desastres causados por tormentas, incendios e inundaciones.
Los bomberos voluntarios intervienen en caso de incendios, derrumbes, inundaciones, accidentes aéreos, terrestres, escapes de sustancias químicas. Su misión es proteger la vida y bienes de los afectados.